# Nou Ajuntament (Múnic)
El Nou Ajuntament (en alemany: Neues Rathaus) és l'edifici de l'ajuntament situat a la Marienplatz de Múnic, Baviera. Allotja la corporació municipal incloent les oficines de l'alcalde i part de l'administració des de l'any 1874. Anteriorment l'ajuntament estava allotjat en l'anomenat Vell Ajuntament, també a la Marienplatz.

## L'edifici
L'edifici va ser projectat per Georg von Hauberrisser (1841–1922) en estil neogòtic. La construcció es va estendre des de 1867 fins a 1908 en tres fases, i és un gran exemple de l'esplendor d'Alemanya a principis del segle xix. La façana principal té gairebé 100 m de longitud, 85 m d'altura al punt més alt (la torre central) i l'edifici té 9159 m² de superfície, amb unes 400 dependències.

## Galeria d'imatges

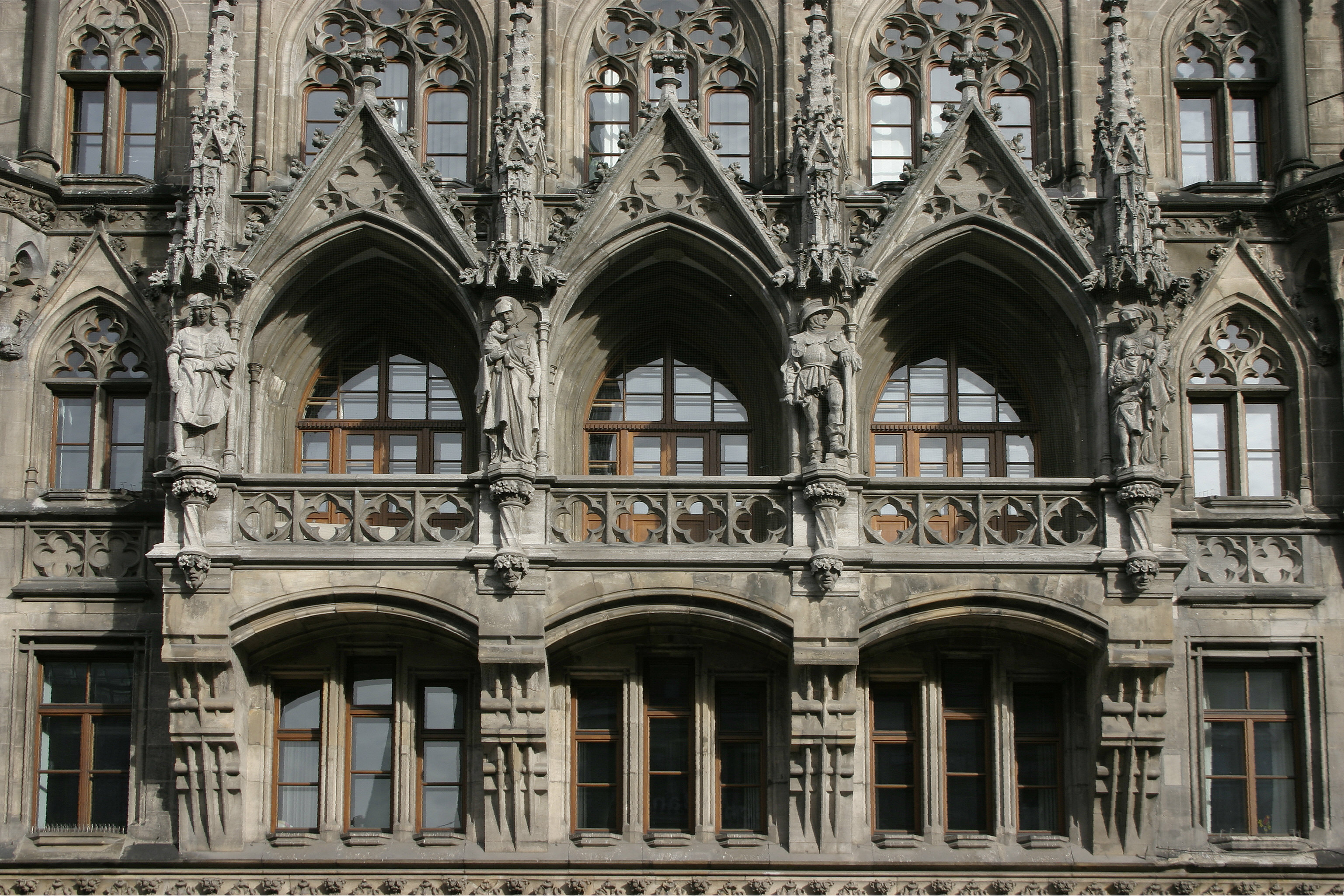
Detall de la façana principal.
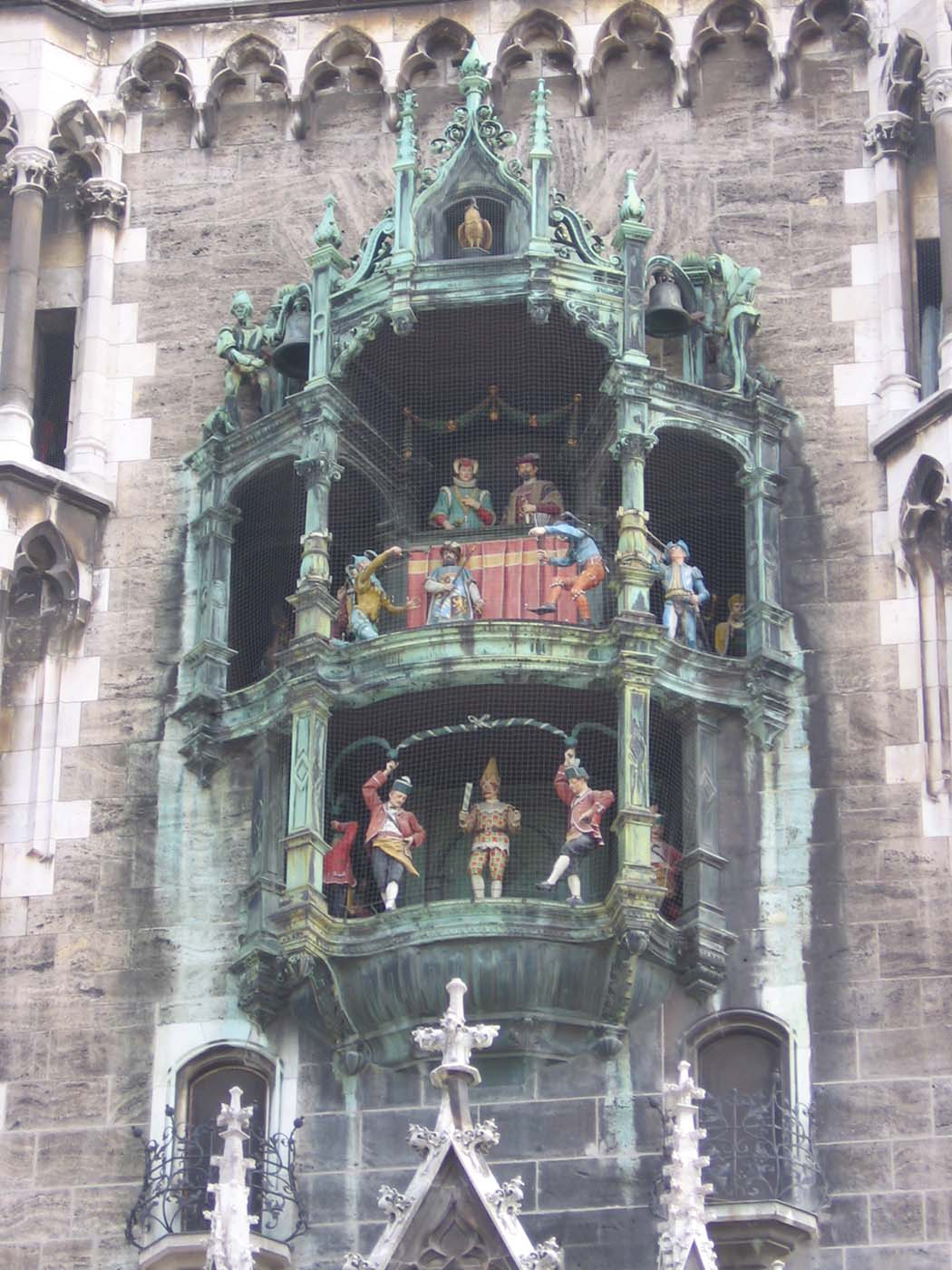
El Glockenspiel (carilló) al Nou Ajuntament.
- El Glockenspiel.
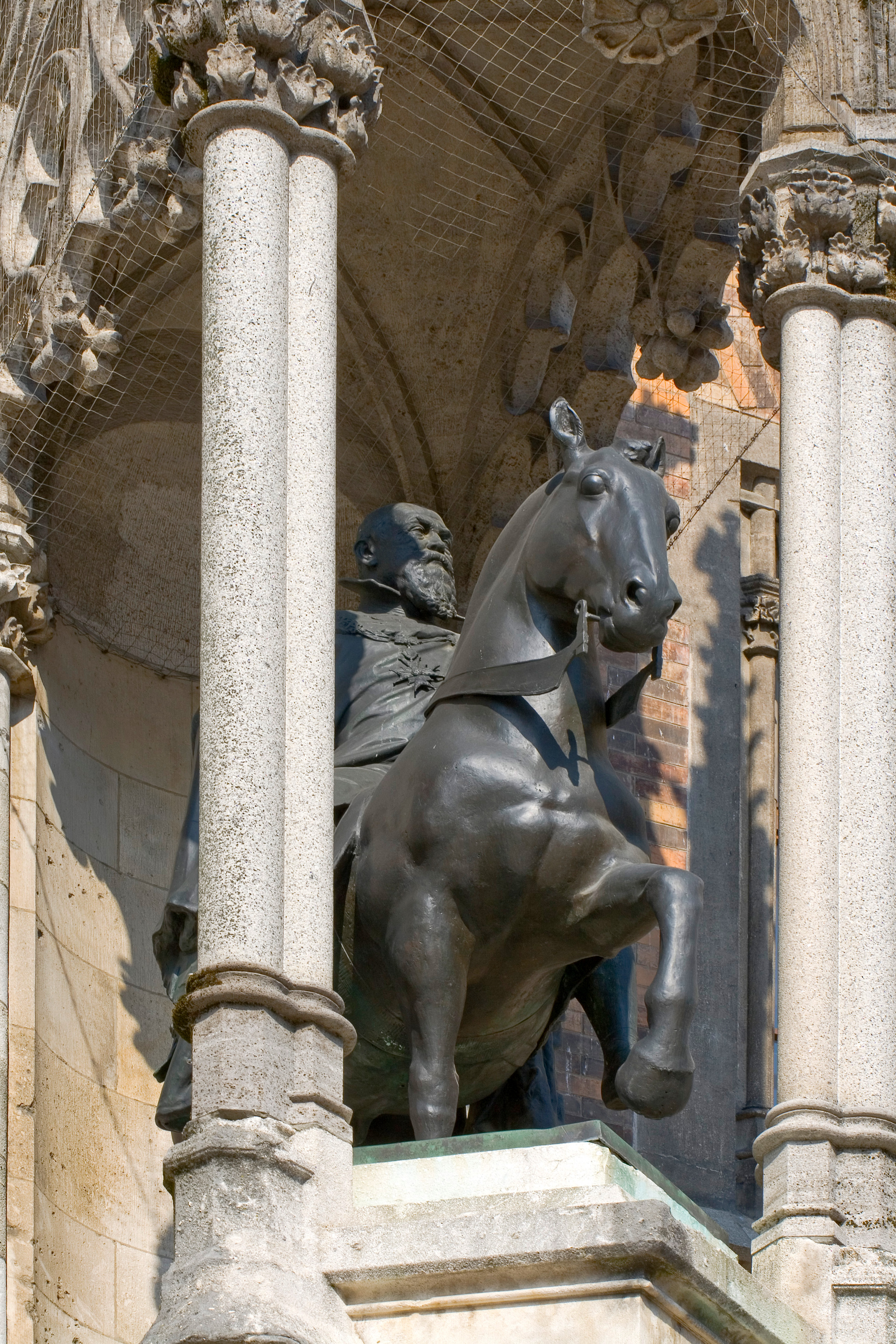
Estàtua a la façana.
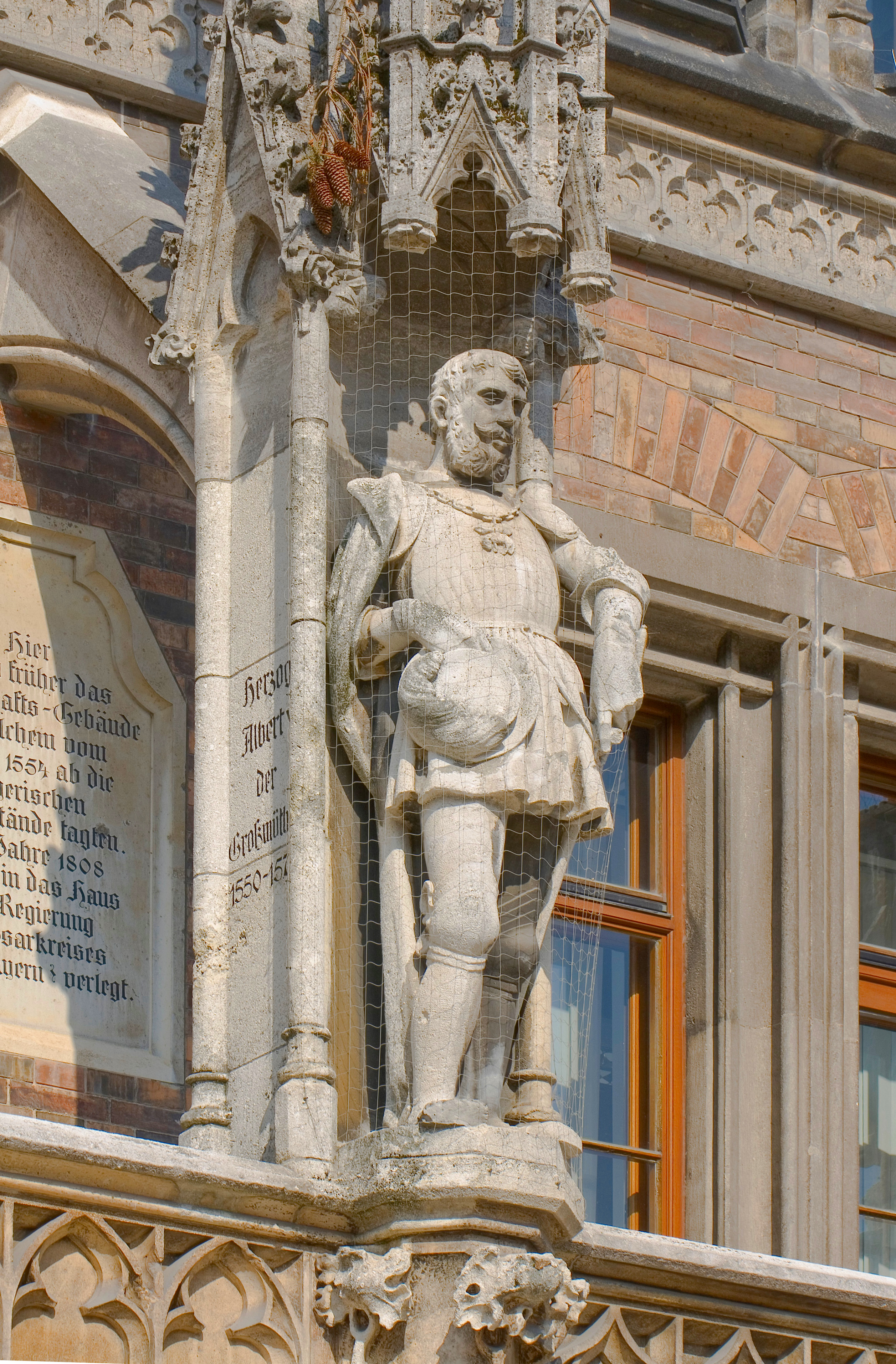
Estàtua a la façana.
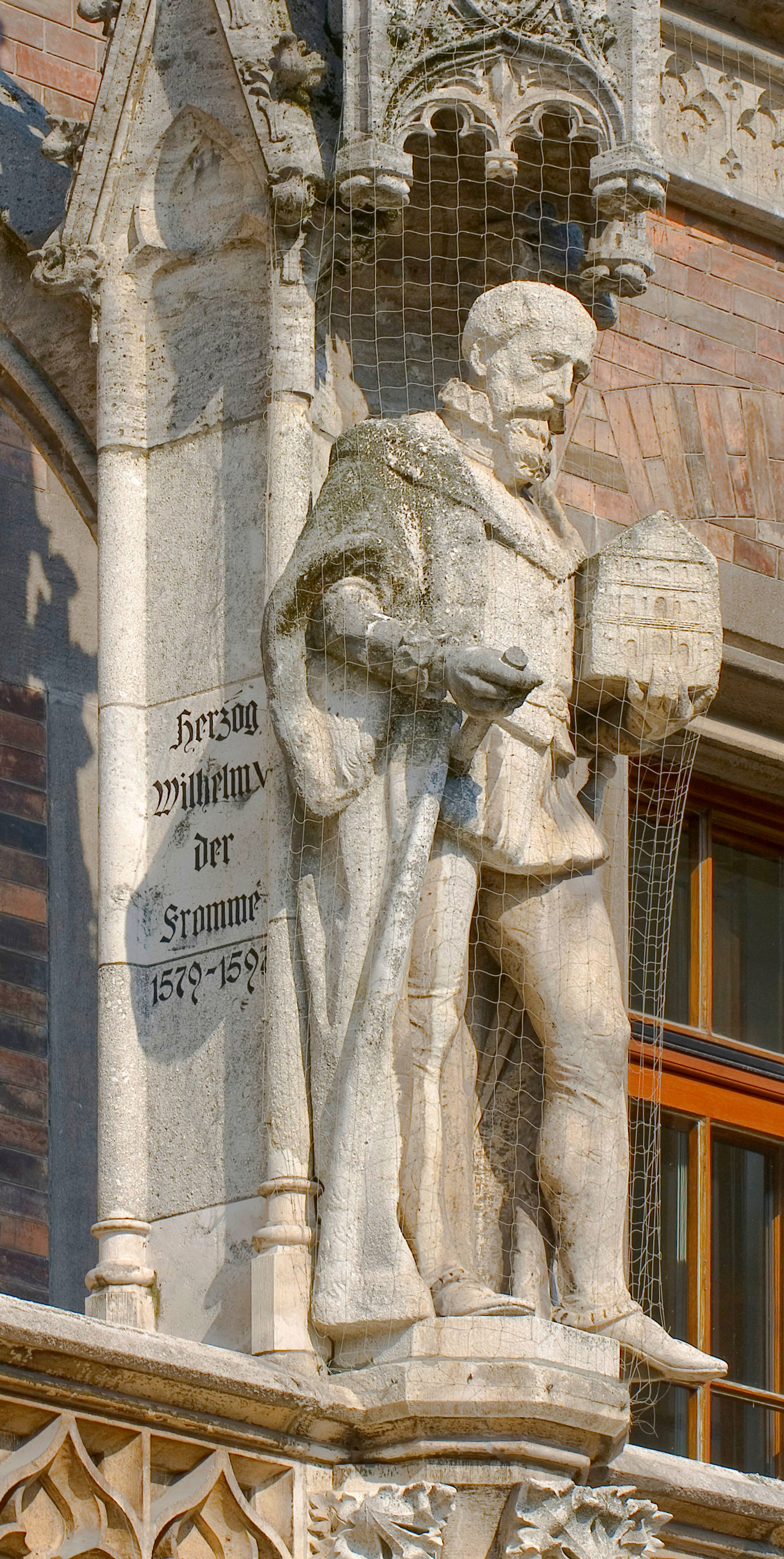
Estàtua a la façana.
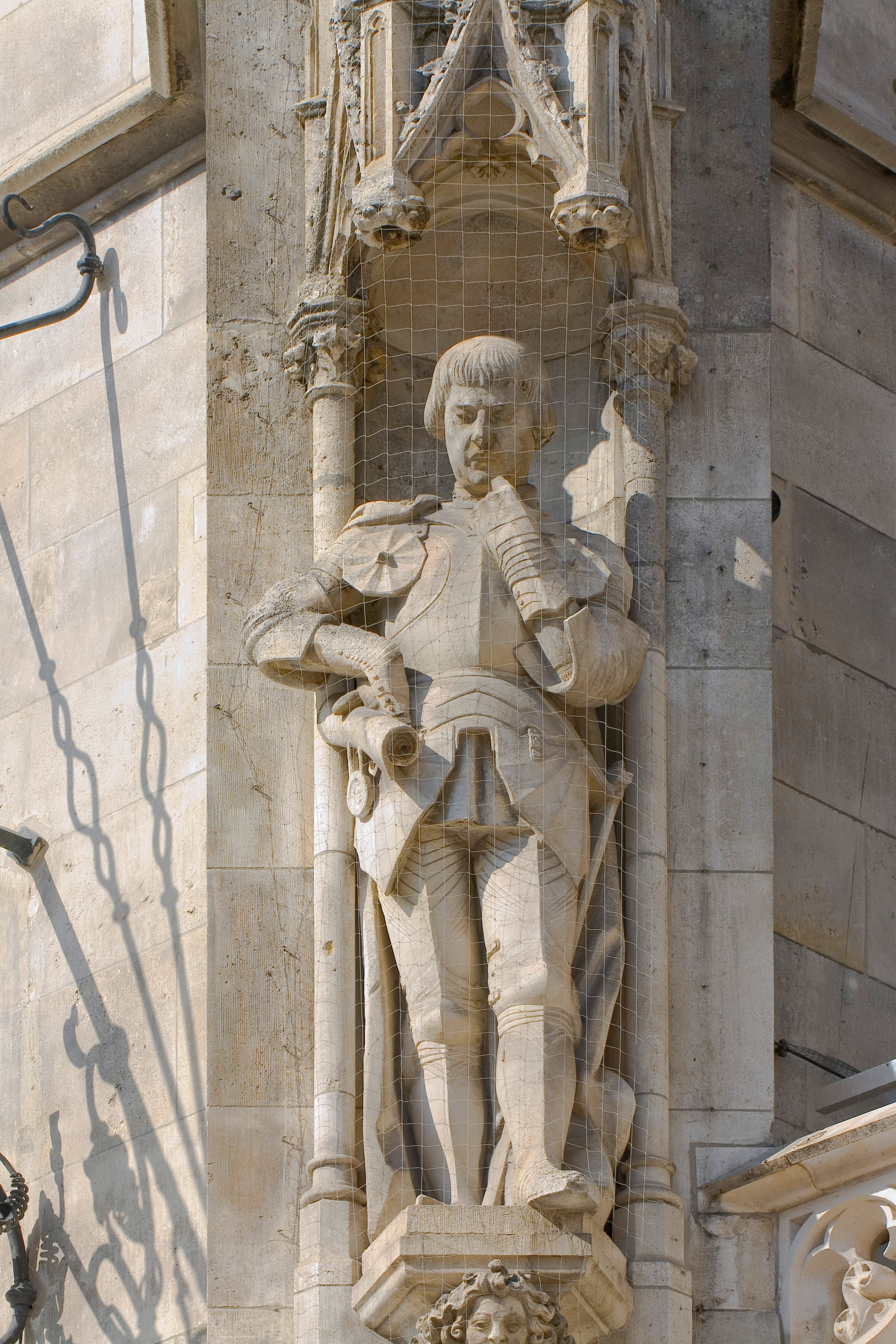
Estàtua a la façana.
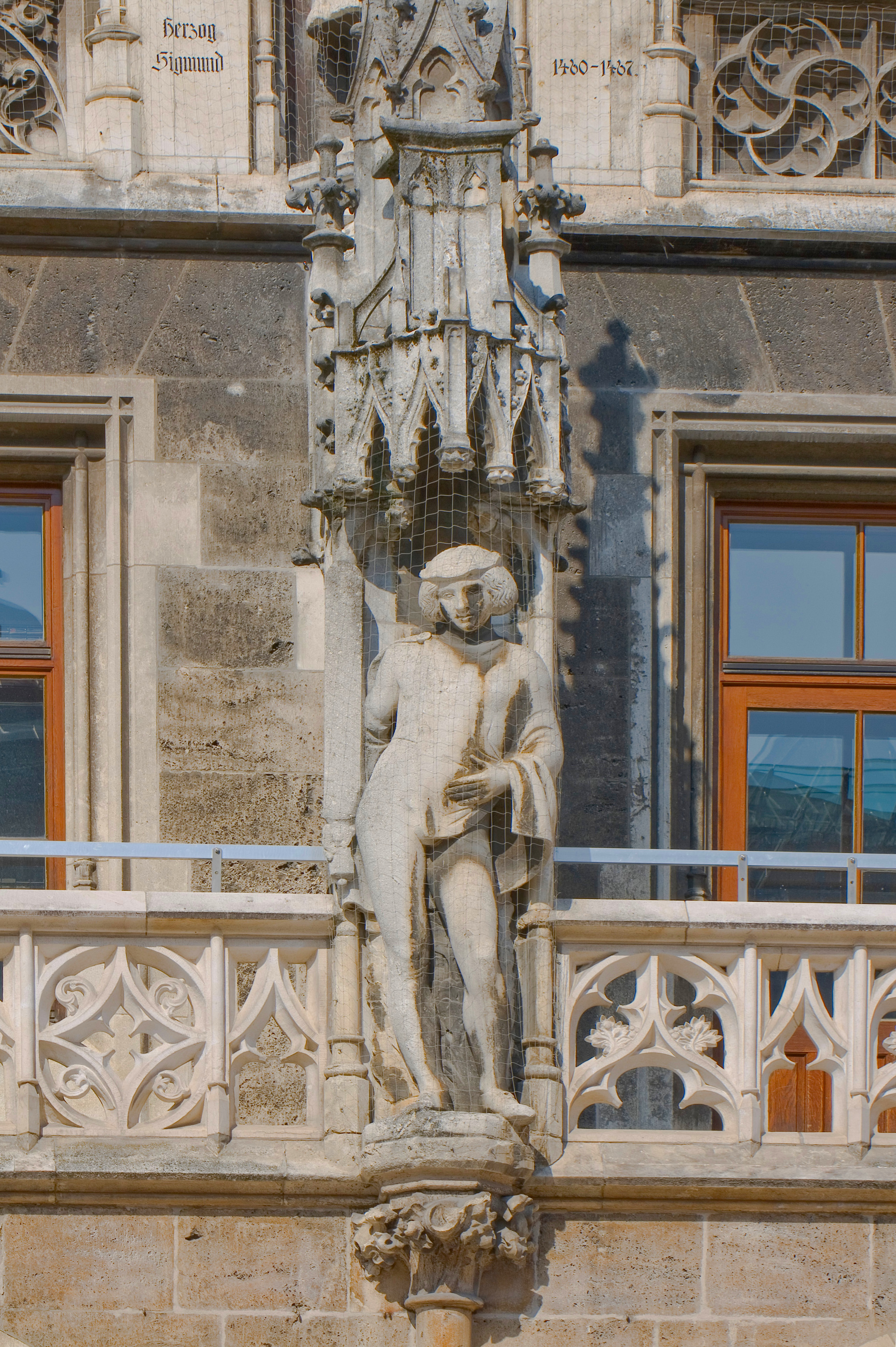
Estàtua a la façana.
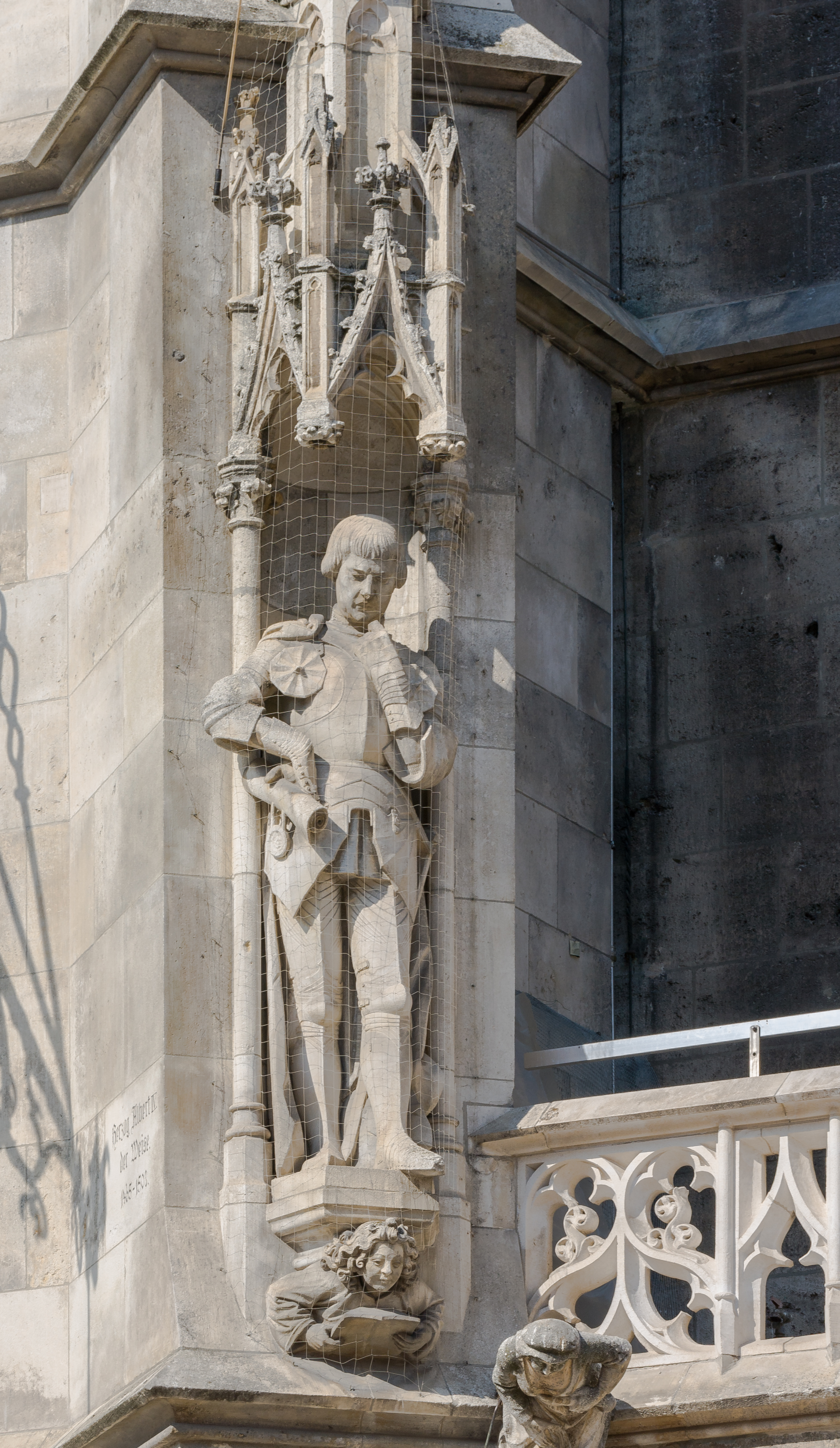
Estàtua a la façana.